# Xã Grandview, Quận Louisa, Iowa
Xã Grandview (tiếng Anh: Grandview Township) là một xã thuộc quận Louisa, tiểu bang Iowa, Hoa Kỳ. Năm 2010, dân số của xã này là 1.447 người.